# Violet Jessop
Violet Constance Jessop (Bahía Blanca, 2 ottobre 1887 – Great Ashfield, 5 maggio 1971) è stata un'infermiera e cameriera di cabina britannica di origine argentina, nota per essere sopravvissuta a tre incidenti navali degli anni 1910 che coinvolsero tre navi gemelle, quelle della classe Olympic della compagnia navale White Star Line. Nel 1911 era imbarcata sull'Olympic, che entrò in collisione con un incrociatore della Marina britannica; l'anno successivo sopravvisse all'affondamento del Titanic, sul quale lavorava come assistente di bordo, e a quello del Britannic nel 1916, sul quale prestava servizio come infermiera.

## Biografia
Violet Constance Jessop nacque vicino a Buenos Aires da genitori emigrati dall'Irlanda, William e Katherine Jessop. Fu la prima di nove figli e visse nella pampa argentina vicino a Bahía Blanca fino alla morte del padre, avvenuta quando lei era adolescente. Durante l'infanzia contrasse la tubercolosi e, nonostante le previsioni infauste, ne guarì. Suo padre era un allevatore di pecore e fino alla sua morte le condizioni economiche della famiglia furono dignitose, ma dopo la sua perdita lei e i cinque fratelli minori andarono in Inghilterra insieme alla madre. Violet fu educata in un convento, ma abbandonò la scuola quando la salute della madre iniziò a decadere, rendendole necessario trovarsi un'occupazione. Iniziò a lavorare come cameriera sulle navi e, nel 1908, a 21 anni, trovò lavoro dapprima presso la Royal Mail Line e successivamente presso la White Star Line.
Come cameriera per la White Star, si imbarcò sull'Olympic, sul quale si trovava quando entrò in collisione nel canale del Solent con l'incrociatore HMS Hawke il 20 settembre 1911; successivamente venne trasferita sul Titanic. Quest'ultima occupazione però non era gradita alla ragazza, a causa della clientela esigente che navigava sulle rotte nell'Atlantico settentrionale e delle difficili condizioni meteorologiche che esse attraversavano. Accettò dietro le insistenze di amici, nonostante i turni di lavoro pesanti (17 ore al giorno per 3 sterline e 10 scellini al mese). Si presentò in servizio al molo di attracco del Titanic a Southampton alle 6 del mattino del 10 aprile 1912; la nave sarebbe partita per il suo viaggio inaugurale circa sei ore dopo, per poi affondare colpendo un iceberg in pieno Oceano Atlantico dopo quattro giorni di navigazione.
Successivamente al disastro del Titanic, al quale sopravvisse riuscendo ad imbarcarsi su una delle lance di salvataggio, fu assunta sul Britannic, svolgendo il ruolo di infermiera sulla nave convertita in ospedale militare prima che potesse iniziare il servizio di linea, in quanto nel mentre era scoppiata la prima guerra mondiale. Era a bordo del Britannic quando anch'esso affondò, a causa della falla prodotta dall'esplosione di una mina piazzata da un U-Boot tedesco al largo nel mar Egeo, il 21 novembre 1916. Jessop scrisse, nel 1934, le sue memorie riguardo ai disastri ai quali sopravvisse. Sono state ritrovate e pubblicate nel 1998 in un libro intitolato Titanic Survivor: The Newly Discovered Memoirs of Violet Jessup, Who Survived Both the Titanic and Britannic Disasters. Anche il documentario La Maledizione del Titanic di John Chatterton e Richie Kohler andato in onda su History Channel il 6 dicembre 2008 ha citato la storia di Violet Jessop.
Il fatto che fosse sopravvissuta a tutti e tre gli incidenti dei grossi piroscafi della White Star Line ne hanno fatto un caso particolare, portandola ad essere chiamata con il soprannome "Miss Unsinkable" (letteralmente "signorina inaffondabile"). Morì di insufficienza cardiaca il 5 maggio 1971, all'età di 83 anni ed oggi riposa nel cimitero di Hartest, nel Suffolk.